# Image7
『image7 sept』（イマージュ・セプト）は、2008年2月6日にソニー・ミュージックジャパン インターナショナル（ソニー・クラシカル）から発売されたニューエイジ・ミュージックのコンピレーション・アルバム『image』シリーズの第7弾。規格品番：SICC-816。

## 収録曲
1. 葉加瀬太郎「Born to Smile」（キノシタグループ「木下の森」CFソング）
2. 元ちとせ「恵みの雨」（P&G「h&s」シャンプーTVCM曲）
3. 宮本笑里「Fantasy for Violin and Orchestra」（映画「ラヴェンダーの咲く庭で」より）
4. GONTITI「歩いても 歩いても」（シネカノン配給映画「歩いても 歩いても」テーマ曲）
5. 小松亮太「土手と君と」（テレビ東京系シリーズスペシャル番組「山口智子手わざの細道」テーマ曲）
6. 羽毛田丈史「失われた文明インカ・マヤ～Main Theme～」（NHKスペシャル「失われた文明 インカ・マヤ」～Main Theme～）
7. ジェイク・シマブクロ「見上げてごらん夜の星を」
8. 中孝介「夜想曲 - nocturne (LUST,CAUTION version)」（映画「ラスト、コーション」オフィシャルイメージソング）
9. 古澤巌「愛しみの夜会」（テレビ朝日開局50周年記念ドラマスペシャル「鹿鳴館」メインテーマ曲）
10. ケイコ・リー「美・サイレント～Be Silent」（花王Segreta CFソング）
11. 加古隆「熊野古道～神々の道～第1楽章」
12. 岩代太郎 featuring ケイコ・リー & 小松亮太 & 宮本笑里「天に捧ぐ」（NHK木曜時代劇「風の果て」テーマ）
13. 松谷卓「そのときは彼によろしく (Album Ver.)」（東宝映画「そのときは彼によろしく」より）
14. Aura「ハッピー・バースデイ・トゥ・ユー」（SONY有機ELテレビCM曲）
15. カノン「You Raise Me Up」
16. 坂本龍一 & 宮本文昭「Dawn of Mana - ending theme」（スクウェア・エニックス「聖剣伝説4」メインテーマ曲）